# Adrián Alvarado
Adrián Alexander Alvarado Teneb (Puerto Montt, 14 augustus 1991) is een Chileens wielrenner.

## Carrière
Als junior werd Alvarado in 2009 nationaal kampioen op de weg. Tussen 2010 en 2014 reed hij voor de Spaanse wielerclub Extremadura. Begin 2014 stond hij onder contract bij PinoRoad, maar dat team stopte halverwege februari met bestaan.
In 2015 werd Alvarado, met terugwerkende kracht, voor twee jaar geschorst nadat hij in 2014 positief had getest op het gebruik van epo. Hij raakte onder meer zijn vierde plaats in het nationale kampioenschap en zijn zevende plaats in de wegwedstrijd tijdens de Pan-Amerikaanse kampioenschappen kwijt. Na zijn rentree won hij in oktober 2017 de eerste etappe in de Ronde van Chili.
In 2018 werd Alvarado nationaal kampioen op de weg, voor Antonio Cabrera en Matías Arriagada.

## Overwinningen
2009
 Chileens kampioen op de weg, Junioren
2017
1e etappe Ronde van Chili
2018
 Chileens kampioen op de weg, Elite
2019
Bergklassement Ronde van Chiloé

## Ploegen
- 2014 –  PinoRoad (tot 1-3)

Alarcón · Alvarado · Bizkarra · Bravo · Burmann · Guardiola · C. Mansilla · L. Mansilla · Oroz · Palma · Seisdedos · Tello · Urtasun